# Жёлтая подводная лодка (мультфильм)
«Жёлтая подво́дная ло́дка», «Жёлтая субмари́на» (англ. Yellow Submarine) — британо-американский рисованный мультфильм, вдохновлённый песнями группы «Битлз». Снят в 1968 году Джорджем Даннингом — канадским мультипликатором, переехавшим в Лондон.
В мультфильме звучат песни в исполнении «Битлз» из альбомов Rubber Soul, Revolver и Sgt. Pepper’s Lonely Hearts Club Band. По контракту, участники группы должны были написать четыре новых песни для мультфильма. Три композиции («Only a Northern Song», «It’s All Too Much» и «All Together Now») были придуманы ещё во времена работы над Sgt. Pepper’s Lonely Hearts Club Band и Magical Mystery Tour, но использованы не были. Единственной новой песней стала «Hey Bulldog» Джона Леннона. Позднее эти песни и инструментальные композиции Джорджа Мартина вошли в альбом Yellow Submarine. Практически вся музыка из мультфильма впоследствии была объединена в альбом-сборник Yellow Submarine Songtrack, который был выпущен в 1999 году.
При создании мультфильма аниматоры комбинировали различные стили и техники и старались избежать мейнстримных на то время методов рисовки. «Жёлтая подводная лодка» дала значительный толчок направлениям оп-арт и поп-арт. Сценаристы и художники добавили мультфильму множество идей, культурных отсылок и карикатур.
По сюжету, музыкальную страну Пепперленд замораживают Синие Жадины, ненавидящие музыку. Старина Фред отправляется в Ливерпуль на необычной жёлтой подводной лодке, где встречает Ринго Старра, а позже и остальных участников «Битлз». Проплыв множество морей и встретив интересных персонажей, группа и Фред оживляют Пепперленд и переводят Жадин на сторону Добра.
«Жёлтая подводная лодка» должна была стать последним из фильмов, в которых битлы были обязаны сняться по контракту с компанией United Artists. В итоге живые «Битлз» появились лишь в конце мультфильма, а их персонажи были озвучены актёрами.
В 2000-х годах американский кинорежиссёр Роберт Земекис задумался об идее съёмки ремейка мультфильма. Он получил поддержку от членов «Битлз» или их представителей, однако после провала фильма «Тайна красной планеты» Disney отказалась от этой идеи.
Мультфильм был положительно оценён критиками и прессой. «Жёлтая подводная лодка» имеет большое значение в истории анимации, а знак «рожки», который показывает персонаж Джона Леннона, стал одним из главных символов рок-музыки.

## Сюжет
По ходу сюжета встречаются необычные образы, порой приобретающие абсурдно-сюрреалистический или вовсе психоделический характер.
Музыкальную страну Пепперленд, являющуюся домом «Оркестра клуба одиноких сердец сержанта Пеппера», решают захватить злые Синие Жадины (также используются наименования Синие Вонючки и Синие Злюки), которые терпеть не могут музыку. Жадины вместе со своей Свирепой Летающей Перчаткой замораживают жителей, стреляют снарядами и сбрасывают яблоки (отсылка к Apple Corps, корпорации, созданной самими «Битлз» в январе 1968 года). Сам оркестр злодеи запечатывают в специальный музыкальный шар из синего стекла, а весь город замораживают. В последние минуты перед поимкой пожилой лорд-мэр Пепперленда посылает старого моряка Старину Фреда за помощью. Как единственный выживший, Фред сбегает на необычной жёлтой подводной лодке, находящейся на пирамиде ацтеков на холме. Лодка может не только плавать, но и летать, и Фред отправляется на ней в Ливерпуль, чтобы заручиться помощью.
Летая по городу, он случайно натыкается на подавленного Ринго Старра и убеждает вернуться вместе с ним в Пепперленд. Ринго знакомит Фреда с остальными участниками группы: Джоном Ленноном, Полом Маккартни и Джорджем Харрисоном. «Битлз» решают помочь бедному Фреду.
Управляя подводной лодкой и наблюдая за подводным миром, четвёрка поёт «All Together Now». На пути к Пепперленду они пересекают несколько морей, включая Море Времени, где время течёт то вперёд, то назад, Море Науки, Море Монстров, где Ринго спасается от монстров, после того, как случайно выбрасывает себя из подводной лодки, Море Френологии, Зелёное Море, Море Ничего и Море Потребительских товаров.
В Море Ничего главные герои встречаются с доктором философии Джереми Хиллари Бубом, известным под именем «Человек из Ниоткуда» (англ. Nowhere Man). Сразу после знакомства четвёрка и сам Джереми танцуют под одноимённую песню группы. Когда они готовятся к отъезду, Ринго, пожалев одинокого Буба, предлагает ему присоединиться к ним на борту подводной лодки. Они прибывают в Предгорья Мыса, где музыкантов и Джереми отделяют от подводной лодки и Фреда. Затем группа и «Человек из ниоткуда» оказываются в Море Дырок — пространстве плоских поверхностей с множеством дыр. Джереми похищает один из Синих Жадин, после чего группа попадает в Пепперленд.
Воссоединившись с Фредом и оживив лорд-мэра, они смотрят на теперь уже жалкий серый пейзаж. «Битлз» одеваются в стиле «Оркестра клуба одиноких сердец сержанта Пеппера» и забирают несколько инструментов. Спев песню «Sgt. Pepper’s Lonely Hearts Club Band», участники возвращают жителей Пепперленда к жизни.
Главарь Синих Жадин в ответ на музыку посылает Свирепую Летающую Перчатку, которую Джон побеждает, спев «All You Need Is Love». Пепперленд восстанавливает свой цвет, а его жители наконец оживают. Оригинальный «Оркестр клуба одиноких сердец сержанта Пеппера» присоединяется к «Битлз» в борьбе с многоголовой собакой, окрашенной в синий цвет. Нашедшийся после похищения Джереми применяет некую «магию трансформации» к Главному Жадине, сделав так, чтобы на нём начали расцветать розы, и враг с сожалением признаёт поражение. Джон предлагает Жадинам дружбу, и Главный Жадина решает перейти на добрую сторону. Пепперленд вновь вернулся к прежней жизни, а битлы в честь этого устраивают целую вечеринку.
Затем настоящие «Битлз» появляются вживую и игриво демонстрируют сувениры, напоминающие о событиях мультфильма. У Джорджа есть мотор подводной лодки, у Пола «немного любви», а у Ринго «половинка дырки» в кармане (вторую половину он якобы отдал Джереми). Ринго указывает всем на то, что Джон загадочно смотрит в телескоп. Это побуждает Пола спросить, что он видит. Джон отвечает, что «поблизости от театра были замечены новые Синие Жадины», и утверждает, что «есть только один способ спастись… Пение!» Четвёрка во второй раз вместе поёт «All Together Now», исполнение которой сопровождается последовательным появлением на экране названия песни на разных языках.

## Сценарий и предпродакшн
В 1965—1967 годах на американском телеканале ABC выходил мультсериал The Beatles. Его исполнительным продюсером был Эл Бродакс — будущий продюсер «Жёлтой подводной лодки». 39 эпизодов сериала составили 3 сезона. Поскольку телешоу имело большой успех, Бродаксу удалось убедить тогдашнего менеджера группы Брайана Эпстайна и «Битлз» создать ещё одну анимацию с их песнями в начале 1967 года. Телесериал группе не нравился, но позволял минимизировать живые съёмки в рамках контракта с компанией United Artists на создание трёх фильмов. Предыдущими двумя фильмами были «Вечер трудного дня» и «На помощь!», который совсем не понравился участникам группы. Компания предоставила бюджет в 1 000 000 долларов и срок в одиннадцать месяцев для создания мультфильма от начала до конца.

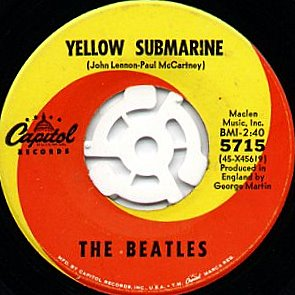
Сингл «Yellow Submarine»

Производство мультфильма началось до того, как был закончен сценарий. Брайан Эпстайн отверг несколько вариантов от разных авторов. «Битлз» согласились с основной идеей, разработанной Бродаксом и Ли Миноффом, что мультфильм будет представлять собой путешествие по вымышленному миру под песни группы. Первоначально планировалось, что сюжетом произведения будет романтическая история, а само оно будет иметь название другой песни четвёрки — «All You Need is Love», однако после отрицательной реакции участников группы и фразы барабанщика Ринго Старра «В подводную лодку можно запихнуть всё, что угодно» было решено сменить его тему. По словам Бродакса, Ринго также предложил использовать выпущенную синглом в 1966 году «Yellow Submarine», песню для детей, после выхода сразу занявшую первую строчку в американских хит-парадах, в качестве главной музыкальной темы мультфильма.
Бродакс предложил стать сценаристом Эрику Сигалу, профессору Йельского университета, его считали подходящим человеком для этого проекта. Сигал присоединился к производственной группе в Лондоне и написал бо́льшую часть сценария мультфильма в течение трёх недель. Его имя так и не появилось в титрах. Засасывающего людей монстра придумал Джон Леннон: однажды у него спросили, есть ли у него какие-нибудь идеи для монстров, на что он ответил: «Да, у меня есть этот Horace, пылесос в бассейне… Это могло бы быть чудовищем». По словам Джона из интервью 1971 года, «Бродакс вытащил половину „Жёлтой подводной лодки“ из его уст».

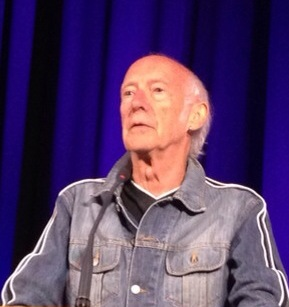
Роджер Макгоф в 2014 году

Чтобы добавить в диалоги фильма ливерпульского юмора, был приглашён ливерпульский поэт Роджер Макгоф, который играл в группе The Scaffold вместе с братом Пола Маккартни — Майклом. Диалоги были написаны в стиле, характерном для всех фильмов «Битлз» (за исключением «Волшебного таинственного путешествия»), и полны каламбуров и шуток. В то время как настоящие «Битлз» к моменту создания мультфильма стали серьёзнее, обсуждая злоупотребление наркотиками, политику и проблемы гражданских прав, чувство юмора нарисованных участников и их постоянная игра слов очень напоминали то, как они были изображены в фильме «Вечер трудного дня».
Калифорнийский сценарист Джеком Мендельсоном написал, переставил и отредактировал несколько сцен «Жёлтой подводной лодки». Бо́льшая часть сценария была уже закончена к пятому месяцу производства, хотя многие части мультфильма были переделаны в процессе съёмок. Сюжетная линия была кратко изложена в официальном пресс-релизе United Artists.

## Производство
«Битлз» предоставили четыре новые песни для саундтрека к «Жёлтой подводной лодке», но не участвовали в её создании. Одной из причин стала их поездка в Индию. Эл Бродакс сообщил музыкантам, что они могут спокойно отправляться в Индию, а мультфильм будет сниматься без их участия. Живые «Битлз» всё-таки появились в мультфильме, но лишь в короткой, конечной сцене.
Живое выступление «Битлз» в конце фильма было результатом однодневных съёмок 25 января 1968 года, через месяц после премьеры «Волшебного таинственного путешествия» и незадолго до поездки группы в Индию. Эти кадры стали ключевыми для рекламы фильма, в котором «Жёлтая подводная лодка» была названа ещё одним достижением, приписываемым творческому гению «Битлз». В трейлере «Жёлтой подводной лодки» фильм описывается как «пейзажи, написанные музыкой битлов».
На озвучку персонажей музыкантов были взяты случайные актёры. Так, исполнителя роли Харрисона — Питера Баттена — нашли в соседнем пабе, и никто из команды не поинтересовался, чем он занимался до привлечения в съемочную группу, пока в один из дней съёмок его не арестовала военная полиция за дезертирство. Вторую половину фильма персонаж говорил голосом Пола Анджелиса, который также озвучивал Ринго. Хотя имена актёров значились в титрах, United Artists не афишировали этот факт.
Художником мультфильма был Хайнц Эдельман, немец из Чехословакии, известный своей сюрреалистической графикой. Не имея опыта работы с анимацией, он, создавая образы для мультфильма, не задумывался о том, как их будут оживлять мультипликаторы. Зарисовки художника воплощал Том Халли; чтобы преобразовать 2D-рисунки Хайнца Эдельмана в 3D-стиль, сохранив их характерный вид, аниматорам пришлось экспериментировать со способами создания трёхмерного движения на двухмерных плоскостях. Стандартное поле шириной 12 дюймов и высотой 9 дюймов, в котором снимались кадры, пришлось заменить на 15 дюймов в ширину и 9 дюймов в высоту, чтобы персонажи вписывались в кадр. Для создания персонажей Эдельман пользовался единственным материалом: обложками релизов группы. Эл Бродакс считает, что главарь Синих Жадин в профиль напоминал координатора по производству Эйба Гудмана.
Над «Жёлтой подводной лодкой» работали около ста человек более десяти месяцев, начиная с августа 1967 года. Чтобы уложиться в срок, Бродакс предоставил Джорджу Даннингу, Джеку Стоуксу, Хайнцу Эдельману и их команде полную свободу творчества при создании психоделических эпизодов для песен «Битлз», которые будут включены в сюжетную линию. Американец Роберт (Боб) Болсер, ранее проживавший в Испании и получавший награды в области независимой анимации, руководил отделом, работающим над сценами с путешествиями, и, по сути, создавал короткометражные анимационные фильмы по лучшим хитам «Битлз»; дизайнер спецэффектов Чарли Дженкинс был фрилансером; Джон Коутс, британский партнёр Даннинга, был руководителем производства.
Созданием сцен занималась и первая австралийская женщина-аниматор Энн Джоллифф: по её воспоминаниям, ещё во время работы над сериалом для ABC Маккартни, посмотрев на своего персонажа, возразил: «Это не похоже на меня». В мультфильме Джоллифф нарисовала сцену с исполнением «Nowhere Man», закончила отрывок с «Lucy in the Sky with Diamonds» после того, как изначальный дизайнер сцены Билл Сьюэлл покинул фильм, а также оживила Джереми Хиллари Буба.
На определённом этапе штат сотрудников увеличился до 200 человек. Многие из них были студентами-художниками, которых привозили на ночлег на автобусах, чтобы они работали над рисунками сверхурочно. Съёмочная группа должна была подготовить за 11 месяцев то, на что обычно требовались 2—4 года и втрое больший бюджет.

Мрачные пейзажи нарисованного Ливерпуля в «Жёлтой подводной лодке». На первом изображении Брайан Эндел в мотоциклетном шлеме, на втором — Элисон Де Вер с аквариумом: в момент съёмки художница считала, что Чарли Дженкинс просто фотографирует её руки, держащие миску, и потом была недовольна тем, что с выходом фильма в ней стали узнавать униженную Элеанор Ригби из одноимённой песни

Без самих «Битлз» создатели фильмов, мультипликаторы и исполнители ролей, участвовавшие в «Жёлтой подводной лодке», прибегли к объединению существующих текстов группы, обложек альбомов, рекламных фильмов и мультимедийных архивов. Многие эпизодические роли в мультфильме исполнили члены съёмочной группы. Их облики использовали для воплощения рисованных персонажей. Порой это были рядовые сотрудники. Так, в сцене, сопровождающей песню «Eleanor Rigby», можно увидеть Брайана Эндела — посыльного в любимом пабе аниматоров «The Dog and Duck»: он предстаёт на экране роняющим слезу, в мотоциклетном шлеме и очках, а его шеф, владелец заведения, играет мужчину, пытающегося сбежать из телефонной будки. На крышах двое джентльменов с зонтиком — это Даннинг и Эдельман. Все футболисты — фотографии аниматора Тони Катберта. Эл Бродакс был нарисован с трубкой во рту. В роли женщины, которая держит аквариум с плавающей в нём жёлтой подводной лодкой, появилась известная художник-фоновщик Элисон Де Вер. Прототипом Старого Фреда стал официант рыбного ресторана «Wheelers». Однако дизайнер спецэффектов Чарли Дженкинс, создавший сцену, сказал, что персонаж был смоделирован по образцу Джека Стоукса, режиссёра сцен Пепперленда. В Море Времени человек в шляпе дерби (котелок) с карманными часами — акварелист Ян Коуэн, который работал в тесном сотрудничестве с Эдельманом над фонами мультфильма.
После того как работа над «Жёлтой подводной лодкой» была закончена и вся команда разошлась, оказалось, что у мультфильма нет концовки. В результате психоделическая концовка мультфильма, где все жители Пепперленда, прощаясь, машут руками, была завершена четырьмя руководителями съёмочной группы практически «на коленке» за выходные. Главная проблема заключалась в том, что Хайнц Эдельман нарисовал для этой сцены слишком большое количество персонажей в одном кадре, и на то, чтобы их «оживить», требовались ресурсы, которых на тот момент уже не было. Пришлось пойти на компромисс: вместо того чтобы двигать персонажей, мультипликаторы двигали камеру.
После выхода «Жёлтой подводной лодки» битлам вторая половина мультфильма показалась чересчур затянутой. По их настоянию (некоторые утверждают, что больше всех был недоволен Пол Маккартни) сцена с песней «Hey Bulldog» была вырезана и позже не включалась ни в американскую версию мультфильма, ни в его последующие переиздания на VHS. Утерянная сцена была возвращена на своё исходное место только в 1999 году.

## Стилистика и художественный язык
Анимация в мультфильме совмещает в себе различные стили и комбинированные техники — по мнению медиатеоретика Стефани Фремо, такой подход был беспрецедентным в коммерческой анимации 1960-х годов, а также, он помогает дать некоторое представление о контркультуре. Аниматоры старались избежать мейнстримные на то время стили. Большая часть художников и аниматоров мультфильма были абстракционистами, не соблюдавшими традиционные методы рисования. На стиль Даннинга повлиял русский художник Александр Алексеев, снимающий также фильмы в Канаде с Национальным советом по кинематографии. Хайнц Эдельман в 1960-е годы работал художником-авангардистом журнала прогрессивных искусств Twen.
Стили, используемые в моментах с «All Together Now», «Only a Nothern Song» и «Sea of Holes», ранее не применялись в кинематографе. «Only a Nothern Song» содержит в себе смесь 2D-анимации, а также стилей оп-арт и поп-арт. Море Дыр также содержит в себе элементы оп-арта. Оно состоит из белого фона и бесконечного количества чёрных отверстий. Каждая дыра кажется двухмерной, но когда камера двигается, создаётся «иллюзия глубины». По мнению Фремо, особенностью этих кадров являются особые ракурсы и движения камеры. Роберт Иеронимус считает, что эта иллюзия создаёт «очень умную манипуляцию перспективой», похожую на стиль Бриджит Райли.
Так как большинство песен, используемых в мультфильме, были написаны до завершения написания сценария, у аниматоров была возможность сосредоточиться на визуализации текстов «Битлз». Музыкальные номера различаются по степени сложности и вовлечённости в повествование. В музыкальных сценах с «Eleanor Rigby» и «All You Need Is Love» используются экспериментальные техники, чтобы подчеркнуть контраст сцены, в то время как исполнения «Hey Bulldog» и «Sgt. Pepper’s Lonely Hearts Club Band» происходят слишком быстро, и для их визуализации используются более простые техники. Исполнение «Nowhere Man» даёт короткую музыкальную паузу, а также служит для представления персонажа Джереми Хиллари Буба. Музыкальные клипы на «When I’m Sixty-Four», «All You Need Is Love» и «Only a Northern Song» сопровождаются иллюстрациями чисел и букв. Идея Моря Дырок была позаимствована из песни «Fixing a Hole».

## Символика, аллюзии, ассоциации

### Политические отсылки
В основе мультфильма лежит послание о том, что добро — эффективное и ненасильственное сопротивление злу и ненависти. Для контркультуры это стало «притчей о том, как психоделические „Битлз“ преодолевают силы государственной власти для установления нового режима и всемирного добра». Кинокритик Дилис Пауэлл предполагает, что Свирепая Летающая Перчатка, которая указывает пальцем и затем уничтожает, может символизировать цензуру. Перчатку, кидающих яблоки монстров и самих Синих Жадин с их параноидальной боязнью музыки, вместе со Скрытыми Уговорщиками, Щипающимся Джеком, Топающими бабочками и другими можно также «прочесть» как людей, объединившихся в орды во время последнего американского турне группы 1966 года, или даже недружелюбных критиков из СМИ, омрачающих имидж «Битлз», препятствуя «Волшебному таинственному путешествию». Орды можно рассматривать как более широкие символы государственного угнетения. По внешнему виду и способам работы Жадина напоминают британскую полицию — они носят синюю униформу, носят с собой оружие для нанесения ударов по людям и используют собак. Американские критики отметили, что Главарь Синих Жадин носит ковбойские сапоги, шпоры и маску грабителя, что является ещё одним намёком на американский культурный империализм: большое яблоко обескровливает иностранное население, а костюмы периода Пепперленда служат напоминанием о «старых добрых временах». до американизации Англии.
По замыслу Хайнца Эдельмана, мультфильм должен был отражать изменения во всемирном политическом климате и определённым образом иллюстрировать окончание холодной войны. Поэтому Синие Жадины изначально должны были быть Красными, однако помощник Хайнца случайно перекрасил Жадин в синий цвет, из-за чего они приобрели другой смысл. Как позднее вспоминала дочь Эдельмана, сам он «пережил власть как нацистов, так и коммунистов, поэтому наполнил фильм политическими метафорами». Падающие с неба шары — бомбы, летающая перчатка — «тяжёлая рука угнетения», а Синие Жадины — «прибегающие к геноциду тираны». Помощница Миллисент Макмиллан, однако, отчётливо помнит, как Эдельман спрашивал её о том, что она думает о пурпурных жадинах, и что она предложила синий цвет, который ему понравился. Эдельман не мог не видеть параллели между посланием «Жёлтой подводной лодки» и тем фактом, что 1960-е «менялись с появлением новых ценностей и нового мировоззрения, в котором „Битлз“ играли важную роль».

### Культурные отсылки и влияния
Весь мультфильм наполнен стилями и образами, взятыми из ряда картин, принтов и дизайнов в стиле поп-арт: цитируются, среди прочего, Энди Уорхол (особенно в моменте с «Eleanor Rigby»), поп-художники Клас Ольденбург и Роберт Индиана, «вибрирующее искусство плаката Питера Макса». В «Жёлтой подводной лодке» заметны влияния Сальвадора Дали, «Алисы в стране чудес» 1951 года и Иеронима Босха. Синие Жадины носят на себе уши Микки Мауса, что намекает на агрессивную монополию Disney в анимационном жанре.
В своих самых смелых эпизодах мультфильм обращался к дизайнерам психоделических плакатов ― художникам-графикам, которые были частью наркотического, контркультурного андеграунда. Это стиль пришёл в британский андеграунд с западного побережья США. В фильме активно рекламировался клуб UFO (Unlimited Freak Out), цель которого — создание всеобъемлющей, расширяющей сознание среды, включающей в себя музыку, свет и людей. Такая цель полностью соответствует «Жёлтой подводной лодке» — попытки фильма воспроизвести опыт UFO очевидны в заключительном эпизоде «It’s All Too Much».
Среди прочих личностей и персонажей, которые пародировались или упоминались в «Жёлтой подводной лодке», — Буффало Билл, Мэрилин Монро, Фантом и Мэдрейк Волшебник. Были использованы десятки изображений, в том числе зелёное яблоко Магритта и его трубка.

### Представление персонажей и карикатуры
В своём родном Ливерпуле «Битлз» являются личностями со своими собственными мирами. Тем не менее, группа отправляется в путешествие вместе и совместными усилиями побеждают Синих Жадин. В то время как фильм может передать суть «Битлз» как группы, создатели осознали важность и индивидуальность каждого участника, привносящего в музыку разный диапазон интересов и талантов.
По словам Антала Ковача, помощника редактора дубляжа из Чехии, обложка альбома Sgt. Pepper’s Lonely Hearts Club Band напрямую повлияла на внешний вид картины, а битлы были полностью срисованы с клипа на «Strawberry Fields Forever» (единственным отличием является отсутствие усов у Пола в мультфильме). После показа фильма Джон Клайв, голос Джона, рассказал, что «миф о „Битлз“ была главным мотивом для всех участвующих в создании проекта». Музыка и дух группы оказали сильное влияние на «Жёлтую подводную лодку».
Хотя в мультфильме участники «Битлз» представляются в экстравагантных и сюрреалистических сценах, появление Леннона является самым захватывающим. Когда Старр заходит к Джону после просьбы Фреда о помощи, вместо битла Ринго увидел чудище Франкенштейна. Включив электричество, Старр оживляет монстра, и тот, что-то выпив, вновь становится Джоном Ленноном. Создатели «Жёлтой подводной лодки», очевидно, знали о том, что имидж Леннона был самым противоречивым из всех битлов. Он вызвал немало скандалов своими комментариями об обществе и религии, а в последующие годы вызовет ещё больше провокаций, когда будет участвовать в нескольких политических движениях в Соединённых Штатах Америки. Джордж Харрисон предстаёт на вершине горы, погружённый в трансцендентальную медитацию. Когда он появляется в фильме, звуки ситар из его песни «Love You To» привносят экзотический колорит индийской культуры, которую он популяризировал на Западе в 1960-е.
Некоторые персонажи, с которыми сталкиваются анимированные «Битлз» в их стремлении спасти Пепперленд, являются преувеличенными версиями определённых социальных групп или движений. Например, есть лорд-мэр — это карикатура на старшее поколение, а Джереми Хиллари Буб — на псевдоинтеллектуалов.

## Дальнейшее развитие

### Домашнее видео и телевидение
«Жёлтая подводная лодка» впервые была показана на британском телевидении в 1974 году и с тех пор транслировалась не менее десяти раз. После первого кинопроката «Битлз» и их компания Apple долгое время игнорировали проект из-за длительного спора о правах собственности.
С наступлением эры домашнего видео появилась возможность выпустить «Жёлтую подводную лодку» на VHS и LaserDisc. Однако United Artists несколько лет задерживала выпуск из-за проблем с правами на музыку. MGM/UA Home Video выпустили мультфильм на домашнем видео 28 августа 1987 года, одновременно с выпуском компакт-диска с альбомом саундтреков. К разочарованию британских фанатов, «Жёлтая подводная лодка» была представлена в её американской театральной версии, без сцены с песней «Hey Bulldog». В 1980-е годы пиратские копии мультфильма с переводами Алексея Михалёва, Василия Горчакова, Леонида Володарского, Андрея Гаврилова и Михаила Иванова продавались на специализированных советских рынках. В 1999 году тогдашние правообладатели Metro-Goldwyn-Mayer и Apple впервые переиздали мультфильм на DVD и VHS, используя методы реставрации того времени.

### Реставрация и переиздание
По словам Роджера Эберта, с момента выхода мультфильма у него «не было большой жизни». Гэри Мейер, программный директор на Sundance Channel, говорил, что работа над восстановлением «Жёлтой подводной лодки» была приостановлена в 1982 году и мультфильм не был доступен в течение 12 лет. По словам Мейера, по мультфильму был показан только один телесериал, и он никогда не транслировался по кабельному телевидению.
4 июня 2012 года в Европе и на следующий день в Северной Америке в продажу поступило переиздание «Жёлтой подводной лодки» в разрешении 4К на DVD и Blu-ray. Впервые она была восстановлена в 4K Полом Рутаном-младшим и его командой специалистов из Triage Motion Picture Services и Eque Inc. Для полного восстановления мультфильма не использовалось программное обеспечение с потоковой обработкой, каждый кадр восстанавливался индивидуально. Из бонусов для «Жёлтой подводной лодки» — короткометражный документальный фильм под названием «Mod Odyssey», оригинальный театральный трейлер мультфильма, аудиокомментарии продюсера Джона Коутса и арт-директора Хайнца Эдельмана, несколько коротких интервью с другими участниками создания мультфильма, раскадровки, 29 оригинальных карандашных рисунков и 30 фотографий со съёмок.

### Театральный показ
В честь своего 50-летия мультфильм «Жёлтая подводная лодка» был показан 8 июля 2018 года на площадках сети Picturehouse Cinemas в формате 4К. Amazon приобрела эксклюзивные права на потоковую передачу мультфильма через свой сервис Prime Video начиная с 13 июля 2018 года в Великобритании, США, Канаде, Германии, Испании, Франции и Италии по соглашению с Apple Corps. Компании отказались раскрывать срок действия прав Amazon.

## Роли озвучивали
| Актёр         | Роль                                                | Прим.         |
| ------------- | --------------------------------------------------- | ------------- |
| Джон Клайв    | Сержант Пеппер / Джон Леннон                        | [ 50 ]        |
| Пол Анджелис  | главарь Синих Жадин / Ринго Старр / Джордж Харрисон | [ 17 ] [ 51 ] |
| Джеффри Хьюз  | Пол Маккартни                                       | [ 50 ]        |
| Питер Баттен  | Джордж Харрисон                                     | [ 50 ]        |
| Лэнс Персивал | старина Фред                                        | [ 50 ]        |
| Дик Эмери     | Человек из Ниоткуда / Лорд-Мэр / Макс               | [ 50 ]        |

## Саундтрек

### Музыка, звучащая в мультфильме
В мультфильме звучат композиции из ранее вышедших альбомов Rubber Soul, Revolver, Magical Mystery Tour и Sgt. Pepper’s Lonely Hearts Club Band. В сцене, когда Фред начинает свой полёт на подводной лодке, играет оркестровая часть песни «A Day in the Life», которая не была включена ни в один из альбомов по мультфильму. Перед сценой с «Eleanor Rigby» звучит инструментальная композиция «A Beginning», которая должна была стать вступлением к песне «Don’t Pass Me By», позднее вошедшая в альбом Anthology 3. Джордж Мартин записал отрывок без участия «Битлз», но с тем же оркестром, который звучит в композиции «Good Night».

По контракту группа должна была придумать четыре новые песни для фильма. «Only a Northern Song» и «It’s All Too Much» Джорджа Харрисона были сочинены ещё во время работы над Sgt. Pepper’s Lonely Hearts Club Band, однако тогда они были отвергнуты другими участниками. «All Together Now» Пола Маккартни была записана для Magical Mystery Tour, но также не вошла в альбом. «Hey Bulldog» была записана 11 февраля 1968 во время съёмок промовидео к «Lady Madonna» и показана 14 марта 1968 года на телеканале «Би-би-си» в рубрике «Top of the Pops», а на следующий день в выпуске программы «All Systems Freeman». По словам Бродакса, текст песни «Hey Bulldog» был написан Ленноном как отсылка к Сигалу (талисманом футбольного клуба Йельского университета, где он работал, являлся бульдог).
| №   | Название                                                                                             | Длительность |
| --- | --- | ------------ |
| 1.  | «Pepperland» (Yellow Submarine)                                                                      | 2:21         |
| 2.  | «March Of The Meanies» (Yellow Submarine)                                                            | 2:22         |
| 3.  | «Yellow Submarine» (Revolver)                                                                        | 2:34         |
| 4.  | «A Beginning» (Anthology 3)                                                                          | 0:49         |
| 5.  | «Eleanor Rigby» (Revolver)                                                                           | 2:06         |
| 6.  | «Love You To» (Revolver)                                                                             | 3:01         |
| 7.  | «A Day in the Life» (Sgt. Pepper’s Lonely Hearts Club Band; оркестровая часть)                       | 5:33         |
| 8.  | «All Together Now» (Yellow Submarine)                                                                | 2:13         |
| 9.  | «Sea Of Time» (Yellow Submarine)                                                                     | 3:00         |
| 10. | «When I’m Sixty-Four» (Sgt. Pepper’s Lonely Hearts Club Band)                                        | 2:37         |
| 11. | «Only a Northern Song» (Yellow Submarine)                                                            | 3:27         |
| 12. | «Sea Of Monsters» (Yellow Submarine)                                                                 | 3:37         |
| 13. | «Nowhere Man» (Rubber Soul)                                                                          | 2:44         |
| 14. | «Lucy in the Sky with Diamonds» (Sgt. Pepper’s Lonely Hearts Club Band)                              | 3:28         |
| 15. | «Sea Of Holes» (Yellow Submarine)                                                                    | 2:17         |
| 16. | «With a Little Help from My Friends» (Sgt. Pepper’s Lonely Hearts Club Band)                         | 2:44         |
| 17. | «Yellow Submarine in Pepperland» (Yellow Submarine; Леннон — Маккартни, аранжировка Джорджа Мартина) | 2:13         |
| 18. | «Pepperland Laid Waste» (Yellow Submarine)                                                           | 2:19         |
| 19. | «Sgt. Pepper’s Lonely Hearts Club Band» (Sgt. Pepper’s Lonely Hearts Club Band)                      | 2:02         |
| 20. | «All You Need Is Love» (Magical Mystery Tour; Yellow Submarine)                                      | 3:44         |
| 21. | «Baby, You’re a Rich Man» (Magical Mystery Tour)                                                     | 3:03         |
| 22. | «Hey Bulldog» (Yellow Submarine)                                                                     | 3:12         |
| 23. | «It’s All Too Much» (Yellow Submarine)                                                               | 6:25         |

В таблице не указаны некоторые инструментальные композиции, не вошедшие ни в один альбом и, следовательно, их названия неизвестны. В сцене пробуждения Пепперленда звучит шестисекундное а капелла Харрисона, Леннона и Маккартни, повторяющее фразу «And you've got time to rectify» из песни «Think for Yourself».

### Выпуск альбома
Альбом Yellow Submarine был выпущен 13 января 1969 года в США, а шесть дней спустя в Великобритании. Выход альбома пришлось отложить для того, чтобы он не конкурировал с «Белым альбомом», вышедшим в ноябре 1968 года. В него вошли следующие песни группы: «Yellow Submarine», «Only a Northern Song», «All Together Now», «Hey Bulldog», «It’s All Too Much» и «All You Need Is Love». Вторая сторона была заполнена инструментальными композициями музыкального продюсера «Битлз» Джорджа Мартина, также звучавшими в мультфильме, о которых Леннон позднее отзывался крайне негативно и называл их «своего рода шуткой». Многими критиками отмечалась слабость песен участников группы, и впоследствии Yellow Submarine стал считаться самым «неполноценным» альбомом. Больше всего похвалы рецензентов удостоилась работа Мартина и Харрисона.
Первая сторона
| №                   | Название                                                             | Длительность |
| ------------------- | -------------------------------------------------------------------- | ------------ |
| 1.                  | «Yellow Submarine»                                                   | 2:34         |
| 2.                  | «Only a Northern Song»                                               | 3:24         |
| 3.                  | «All Together Now»                                                   | 2:13         |
| 4.                  | «Hey Bulldog»                                                        | 3:14         |
| 5.                  | «It’s All Too Much»                                                  | 6:25         |
| 6.                  | «All You Need Is Love» (также входила в альбом Magical Mystery Tour) | 3:44         |
| Общая длительность: | Общая длительность:                                                  | 20:54        |

Вторая сторона
| №                   | Название                                                                           | Длительность |
| ------------------- | ---------------------------------------------------------------------------------- | ------------ |
| 1.                  | «Pepperland»                                                                       | 2:21         |
| 2.                  | «Sea of Time»                                                                      | 3:00         |
| 3.                  | «Sea of Holes»                                                                     | 2:17         |
| 4.                  | «Sea of Monsters»                                                                  | 3:37         |
| 5.                  | «March of the Meanies»                                                             | 2:22         |
| 6.                  | «Pepperland Laid Waste»                                                            | 2:19         |
| 7.                  | «Yellow Submarine in Pepperland» (Леннон — Маккартни, аранжировка Джорджа Мартина) | 2:13         |
| Общая длительность: | Общая длительность:                                                                | 17:29        |

### Yellow Submarine Songtrack
Все композиции «Битлз», прозвучавшие в мультфильме (кроме «A Day in the Life» и «A Beginning») вошли в сборник 1999 года Yellow Submarine Songtrack.
| №                   | Название                                                                        | Длительность |
| ------------------- | ------------------------------------------------------------------------------- | ------------ |
| 1.                  | «Yellow Submarine» (Yellow Submarine)                                           | 2:34         |
| 2.                  | «Hey Bulldog» (Yellow Submarine)                                                | 3:14         |
| 3.                  | «Eleanor Rigby» (Revolver)                                                      | 2:06         |
| 4.                  | «Love You To» (Revolver)                                                        | 3:01         |
| 5.                  | «All Together Now» (Yellow Submarine)                                           | 2:10         |
| 6.                  | «Lucy in the Sky with Diamonds» (Sgt. Pepper’s Lonely Hearts Club Band)         | 3:28         |
| 7.                  | «Think for Yourself» (Rubber Soul)                                              | 2:18         |
| 8.                  | «Sgt. Pepper’s Lonely Hearts Club Band» (Sgt. Pepper’s Lonely Hearts Club Band) | 2:02         |
| 9.                  | «With a Little Help from My Friends» (Sgt. Pepper’s Lonely Hearts Club Band)    | 2:44         |
| 10.                 | «Baby, You’re a Rich Man» (Magical Mystery Tour)                                | 3:03         |
| 11.                 | «Only a Northern Song» (Yellow Submarine)                                       | 3:27         |
| 12.                 | «All You Need Is Love» (Magical Mystery Tour)                                   | 3:44         |
| 13.                 | «When I’m Sixty-Four» (Sgt. Pepper’s Lonely Hearts Club Band)                   | 2:37         |
| 14.                 | «Nowhere Man» (Rubber Soul)                                                     | 2:44         |
| 15.                 | «It’s All Too Much» (Yellow Submarine)                                          | 6:28         |
| Общая длительность: | Общая длительность:                                                             | 43:40        |

## Восприятие

### Премьера и прокат
Премьера мультфильма состоялась 17 июля 1968 года в London Pavilion. Все четыре участника группы присутствовали на премьере, что привело к остановке движения транспорта, так как более трёх тысяч фанатов ожидали своих кумиров в кинотеатре.
Мультфильм не был особенно успешен в Англии, потому что его показывали только в ограниченном количестве кинотеатров. Зато в США релиз был масштабнее и мультфильм собрал много зрителей и положительных оценок. Премьера в Лос-Анджелесе состоялась 12 ноября 1968 года в Музее искусств округа Лос-Анджелес. Регулярные показы мультфильма начались 13 ноября 1968 года в Village Theater в Уэствуде, Калифорния. Как следует из кассового чарта Variety от 7 января 1970 года, мультфильм заработал 3 млн долларов в прокате, по данным других источников — 8 млн. 1 апреля 1975 года в московском кинотеатре «Звёздный» состоялся показ нескольких английских мультфильмов, среди которых выделялась «Жёлтая подводная лодка».

### Реакция критиков

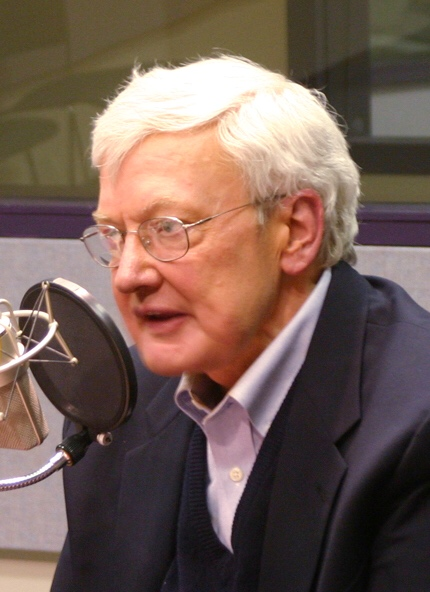
Роджер Эберт: «Это история, которая нравится даже маленьким детям, но в ней также есть проницательный, забавный стиль, который добавляет нотку изысканности»

Несмотря на то, что всего полгода до этого телефильм «Волшебное таинственное путешествие» был встречен прохладно, после просмотра «Жёлтой подводной лодки» критики и публика весьма восторженно отреагировали на приключение «Битлз».
Журналист из Evening Standard так прокомментировал мультфильм: «„Жёлтая подводная лодка“ — ключевой фильм эпохи „Битлз“. Это путешествие по современной мифологии, которую помогли создать участники группы». Ричард Уильямс в книге «Аниматор: набор для выживания. Секреты и методы создания анимации, 3D-графики и компьютерных игр» похвалил мультфильм за необычный стиль, но разочаровался в дёрганной мультипликации. По его словам, во время показа мультфильма, на котором был сам Ричард, спустя полчаса большинство зрителей ушло из кинотеатра. Роджер Эберт в своём подробном обзоре назвал «Жёлтую подводную лодку» музыкальным мультипликационным фильмом на века, а его музыкальное сопровождение — самым лучшим из всех мультипликационных фильмов. По его мнению, у произведения есть тон, заданный Джоном Ленноном в его книгах In His Own Write и A Spaniard In The Works.
Блейк Гобле из Consequence of Sound назвал картину «путешествием в самые яркие точки нашего воображения и ярким напоминанием о том, насколько весёлой, изобретательной и раскрепощающей может быть анимация». Леонард Малтин в своей книге «О мышах и магии. История американского рисованного фильма» написал, что «Жёлтая подводная лодка» — это картина, «которая своими психоделическими образами и стилизованным движением долгие годы оказывала влияние на рекламный дизайн». Малтин назвал сценарий остроумнейшим, а музыку Джорджа Мартина и «Битлз» — «всепокоряющей». Андреа ЛеВассер из AllMovie описала картину как «ошеломляюще простую историю, которая перемежается культурными отсылками и спонтанным подшучиванием». В выпуске Los Angeles Times от 24 ноября 1968 года мультфильм был назван предвестником новой, постдиснеевской эры в анимации художественных фильмов.
«Жёлтая подводная лодка» вышла во Франции в 1969 году. Журнал Rock & Folk посвятил мультфильму длинную статью в декабрьском номере 1968 года. В этом обзоре похвалы удостоились поэзия Леннона, музыка Маккартни и психоделические видения Харрисона. Авторы статьи также отметили, что создатели мультфильма ухватили дух «сумасшедшего гения» группы.
В статье советского журнала «Ровесник», автором которой является М. Александрова, мультфильм был назван «одновременно протестом против войны и страданий и гимном красоты, радости жизни, любви». «Жёлтая подводная лодка» была названа «прежде всего сатирой и лишь потом сказкой», а её сюжет — наивным. Сергей Скулябин из журнала «Экран детям» считает, что мультфильм пропагандировал популярные в то время идеи хиппи.

### Реакция участников группы

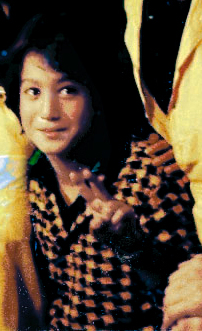
Шон Леннон — второй сын Джона Леннона

Джордж Харрисон считал, что мультфильм «наверняка понравился бы детям 4—5 лет и даже некоторым взрослым, которым захочется переслушать музыку „Битлз“». Особенно был тронут мультфильмом барабанщик группы Ринго Старр. Единственной претензией был нос его персонажа. Ринго считал, что нос недостаточно длинный, и всё время спрашивал у режиссёра, можно ли что-то с этим сделать, однако вносить изменения было уже поздно, и нос был оставлен на своём месте. Позднее барабанщик заявил, что «это было что-то невероятно новаторское». В первый год после выхода «Жёлтой подводной лодки» к нему подходили дети, спрашивая, «почему он нажал кнопку» (в мультфильме, находясь в лодке, персонаж Ринго случайно нажимает кнопку, после чего его катапультирует из субмарины).
Джон Леннон и Пол Маккартни спустя некоторое время выразили сожаление по поводу того, что не принимали активного участия в создании мультфильма. В интервью 1980 года для Playboy Джон Леннон отрицательно отзывался о съёмочной группе, назвав её «кучкой отвратительных зверей, не считая художника», а также отметил, что «к этому фильму никакого отношения участники не имели, и герои его им не нравились». В то же время он оценил оформление и стиль мультфильма. В другом интервью Леннон сказал, что «это его любимый битловский фильм» и что его сын Шон «с удовольствием его посмотрел». Джон уверен, что мультфильм «понравится всем детям». Пол Маккартни желал, чтобы «Жёлтая подводная лодка» была «классическим фильмом в стиле Disney, только с музыкой „Битлз“». Полу нравился разнообразный и хорошо подобранный стиль рисовки, в особенности в моменте с «Lucy in the Sky with Diamonds».

### Награды
В 1969 году сценаристы, постановщики и режиссёр номинировались на премию «Хьюго» за лучшую драматическую постановку. Мультфильм получил «Top Ten Films» Национального совета кинокритиков США, а Даннинг — специальную награду New York Film Critics Circle. Через год работа Леннона, Маккартни, Харрисона и Мартина в «Жёлтой подводной лодке» была номинирована на премию «Грэмми» за лучший саундтрек для визуальных медиа.

## Связанная продукция

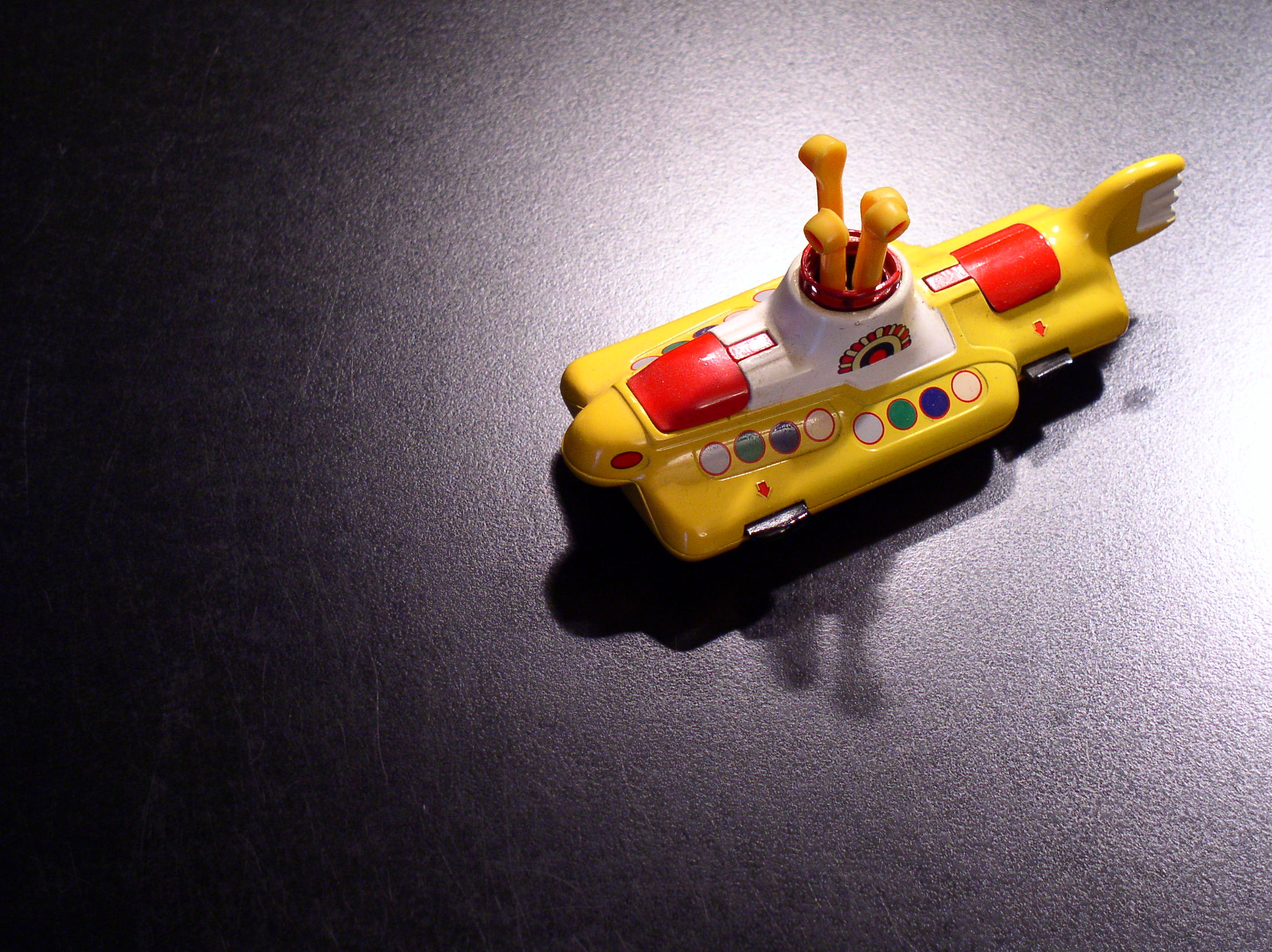
Фигурка жёлтой подводной лодки производства Corgi Classics. Выпуск 1999 года

В 1969 году компания Corgi Classics начала выпуск игрушек по мультфильму, которые впоследствии стали очень популярны (в 1999 и 2019 годах они повторяли свою идею и перевыпускали фигурки).
В 90-х годах компания McFarlane Toys выпустила серию игрушек по теме «Жёлтой подводной лодки», в которую входили фигурки «Битлз» и персонажей мультфильма, сама лодка, а также аксессуары. С 2010 года у музея The Beatles Story в Ливерпуле висит мемориальная доска с жёлтой подлодкой. В 2014 году швейная компания Vans выпустила серию обуви на основе «Жёлтой подводной лодки». В 2016 году фирма LEGO выпустила конструктор по теме Yellow Submarine, в числе фигурок которого были и четверо битлов. Изначальная идея набора была предложена в Lego Ideas фанатом «Битлз» Кевином Сзето. Компания Lego рассмотрела её и одобрила выпуск. Серия представляет собой около 550 наборов с жёлтой подводной лодкой, дополнительными бонусами в виде мини-фигурок Джона, Пола, Джорджа, Ринго и Джереми. Как признавался сам Сзето, его всегда привлекала музыка группы, и его целью было добиться выпуска наборов, тем самым дав дань уважения и показать свою привязанность к «Битлз». В том же году популярная фирма по производству игрушечных автомобилей Hot Wheels выпустила в масштабе 1:64 точную копию субмарины. В 2019 году также издавались игрушки от Little People.
В 2017 году шведский бренд Happy Socks выпустил коллекцию носков, посвящённую мультфильму. В 2018 году известный художник-карикатурист Билл Моррисон, известный прежде всего своими иллюстрациями к «Симпсонам», выпустил в свет графический роман «Жёлтая подводная лодка», над которым он работал 20 лет. 126-страничная книга отражает в графической форме разворачивающуюся в фильме историю. В 2019 году вторая дочь Пола Маккартни — известный модельер Стелла — выпустила коллекцию одежды, посвящённую мультфильму, описанному ею как «вдохновляющее послание, которое очень важно привить в молодом возрасте». Ассортимент носит название «All Together Now». Эта одежда изображает темы и стиль классического мультипликационного фильма: на свитеры нанесены строчки из песен «All You Need Is Love» и «All Together Now», а на футболки — название и герои мультфильма «Жёлтая подводная лодка». В конце апреля 2021 года компания Igloo выпустила коллекцию кулеров из серии «Little Playmate» по теме Yellow Submarine.

## Ремейк

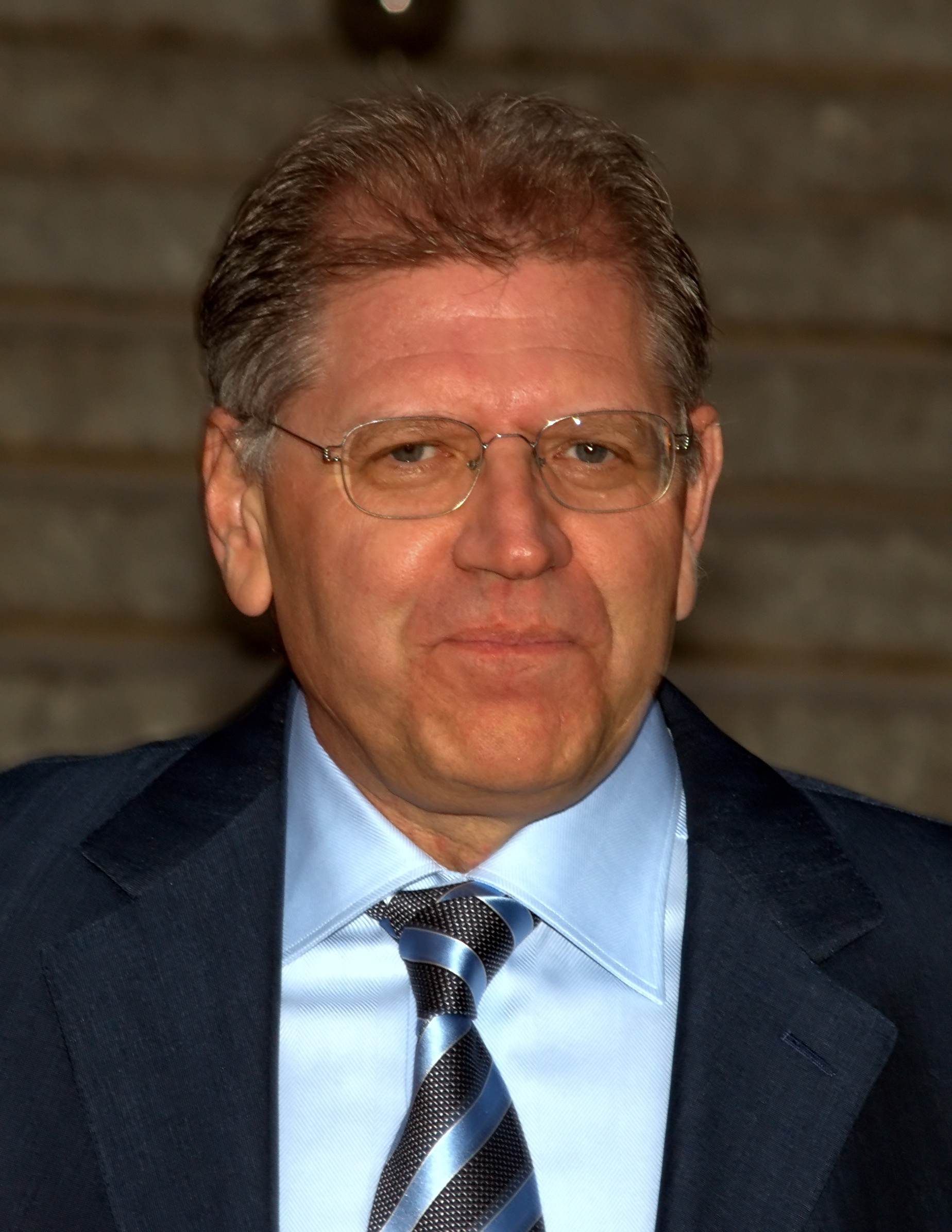
Роберт Земекис в 2010 году

В начале 2000-х годов американский кинорежиссёр Роберт Земекис вынашивал идею съёмок ремейка мультфильма. В августе 2009 года издание Variety сообщило, что компания Walt Disney Pictures и Земекис провели переговоры о создании трёхмерного компьютерного анимационного продолжения «Жёлтой подводной лодки». Disney планировали выпустить фильм к летним Олимпийским играм 2012 года в Лондоне. Disney и Apple Corps официально объявили о ремейке на первой выставке D23 Expo 11 сентября 2009 года.
Земекис заручился поддержкой Пола, Ринго, Йоко Оно и Оливии Харрисон. Он пригласил на роли битлов голливудских звёзд Кэри Элвеса (Джордж), Дина Леннокса Келли (Джон), Питера Серафиновича (Пол) и Адама Кэмпбелла (Ринго), а роль Главной Жадины должен был исполнить Дэвид Теннант. Калифорнийская группа-трибьют «Битлз» The Fab Four была задействована для анимирования выступления анимированной группы.
Кассовый провал картины «Тайна красной планеты» подорвал доверие к Земекису, и компания Disney отклонила предложение начать работу над ремейком. Основными причинами отказа стали финансовые проблемы после неудачного проката и многочисленная критика технологии захвата движения. Кроме того, так и не удалось провести переговоры с Маккартни и Старром, которые должны были стать художественными консультантами фильма.

## Отражение в культуре

Фотосессия «Битлз» с их персонажами. Леннон и его мультипликационная версия были одними из первых, кто использовал жест «рожки», который позднее стал символом рока. Существует версия, что рисовавший постер Эдельман просто неправильно изобразил знак победы «V»

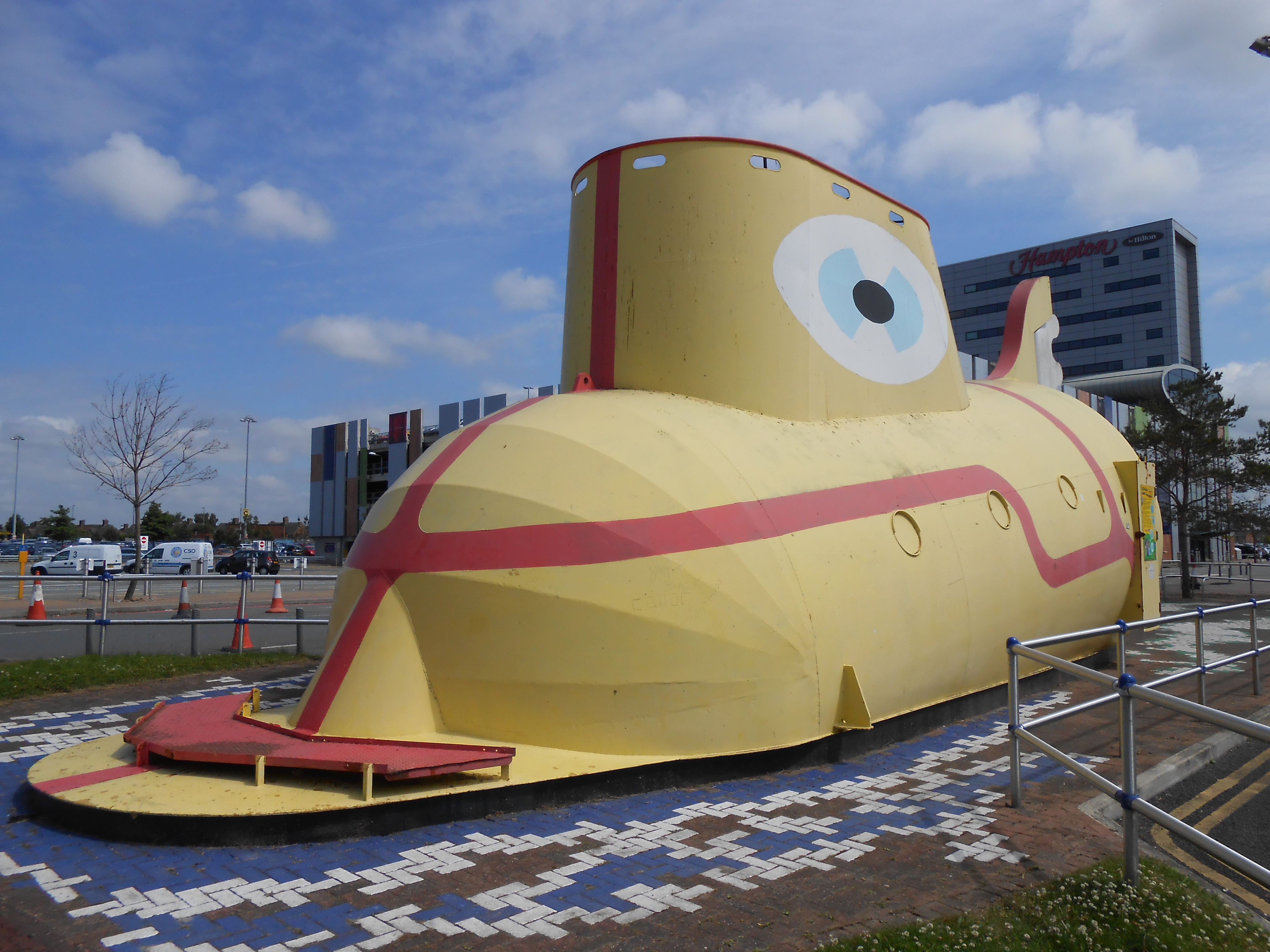
Инсталляция жёлтой подводной лодки

Джон Лассетер, режиссёр мультфильма «История игрушек», а также бывший главный директор Pixar и Walt Disney Animation, назвал «Жёлтую подводную лодку» «революционной работой», которая «проложила путь к фантастически разнообразному миру мультипликации, которым все мы наслаждаемся сегодня». Джош Вайнштейн, один из сценаристов «Симпсонов», заявил, что фильм «породил современную мультипликацию» и что без него и его подрывного юмора — не было бы «Южного Парка», «Истории игрушек» или «Шрека».
В семнадцатой серии четвёртого сезона мультсериала «Симпсоны» одному из персонажей — Лизе Симпсон — под наркозом снится сон, очень напоминающий психоделические эпизоды мультфильма. Однако, по юридическим причинам, специфика немного изменилась. Вместо жёлтой подводной лодки «ливерпульская четвёрка» путешествует на фиолетовой. В эпизоде сериала «Суперкрошки» под названием «Meet the Beat Alls» содержатся многочисленные отсылки к «Битлз». В нём также вкратце были представлены эпизоды с образами участников группы из «Жёлтой подводной лодки». В фильме 2007 года «Взлёты и падения: История Дьюи Кокса» есть анимированная сцена «кислотного путешествия» (англ. acid trip), пародирующая «Жёлтую подводную лодку». В третьем фильме «Футурамы» — «Игра Бендера» (2008) — есть визуальные отсылки к мультфильму. В фильме кинематографической вселенной Marvel 2019 года «Мстители: Финал» персонаж Тони Старк в шутку называет своего товарища по кораблю Небулу «Синей Жадиной».
Считается, что «Жёлтая подводная лодка» стала основным источником вдохновения для советских мультфильмов «Не про тебя ли этот фильм?» и «Шкатулка с секретом» художника Валерия Угарова, а также «Контакт» Владимира Тарасова. Сюжет «Жёлтой подводной лодки» похож на мультфильм Андрея Хржановского «Стеклянная гармоника», также вышедший в 1968 году и долгое время запрещавшийся к показу советской цензурой. О мультфильме Хржановский узнал из случайной публикации, когда он только ещё снимался. В «Стеклянной гармонике» повествуется о «приходе музыканта в мир, ему противоположный, и о том, что из этого получается». В сцене эпизода российского мультсериала «Смешарики» «Балласт» показана проплывающая под водой жёлтая подводная лодка: в этот момент исполняется аранжировка песни «Yellow Submarine».
По мнению журналистов, клип группы Oasis на песню «All Around the World» был вдохновлён стилистикой мультфильма. В официальном видеоклипе американской поп-певицы Ke$ha на песню «Your Love Is My Drug» представлены анимационные эпизоды с визуальными отсылками к «Жёлтой подводной лодке». Группой-пародией «Битлз» «Ратлз» был создан мультфильм «Yellow Submarine Sandwich», включающий в себя песню «Cheese and Onion». Над сценарием работали некоторые художники, участвовавшие в создании оригинальной «Жёлтой подводной лодки». Персонажи из мультфильма появлялись в клипах самих «Битлз» (Главарь Синих Жадин засветился в музыкальном видео на «Free as a Bird» (1995), а Джереми — на «Glass Onion» (2018)).
Жёлтая подлодка, огромные буквы LOVE и останки Синей Жадины и Перчатки попали в выпуск комикса «Лига выдающихся джентльменов» 2018 года.
Профессиональный рестлер под псевдонимом The Blue Meanie получил своё имя и образ от злодеев из мультфильма.
В 1984 году во время Международного садового фестиваля в ливерпульском парке Chavasse была установлена 16-метровая инсталляция жёлтой подводной лодки. Она была сооружена из стали и оборудована внутри кабиной управления с настоящей аппаратурой и мостиком, по которому можно было подняться на палубу и оттуда осмотреть весь парк. В 2005 году скульптуру перенесли в ливерпульский аэропорт имени Джона Леннона.
К 50-летнего юбилея выхода мультфильма австрийская компания Pro-Ject выпустила для любителей творчества The Beatles, в содружестве с Universal Music и Apple, стилизованный проигрыватель грампластинок Yellow Submarine Turntable.